# La Marque d'Athéna
 (décembre 2022).
Si vous disposez d'ouvrages ou d'articles de référence ou si vous connaissez des sites web de qualité traitant du thème abordé ici, merci de compléter l'article en donnant les références utiles à sa vérifiabilité et en les liant à la section « Notes et références ».
La Marque d'Athéna (titre original : The Mark of Athena) est le troisième tome de la série Héros de l'Olympe écrit par Rick Riordan et paru aux États-Unis le 2 octobre 2012 puis en France le 27 février 2013.

## Résumé
Juste après que Percy, Frank et Hazel sont rentrés de leur quête pour sauver Thanatos, l'Argo II arrive au Camp Jupiter. Une trêve est accordée pour accueillir les demi-dieux qu'il amène. Cependant, elle est de courte durée, car Léo, possédé par un eidolon , va lancer une attaque sur le camp. Les Sept montent à bord avant de partir accomplir la Prophétie des Sept. 
Les sept demi-dieux de la prophétie sont donc enfin réunis : Percy Jackson, Annabeth Chase, Piper McLean, Léo Valdez, Jason Grace, Hazel Levesque et Frank Zhang à bord de l'Argo II en route vers la Rome Originelle de l'Histoire et la Grèce. 
La ville de Rome est menacée. Ils doivent sauver la ville les géants Éphialtès et Otos de leur cérémonie pour éveiller Gaïa. Par là même, sauver Rome signifie sauver le monde à nouveau. Nico di Angelo est également à sauver. Retenu prisonnier dans une amphore par les deux géants, il est sur le point de mourir. Quant à Annabeth, elle a sa propre quête à accomplir : suivre la Marque d'Athéna et retrouver l'Athéna Parthénos.
Après de nombreux efforts et quelques complications, les différentes quêtes sont menées à bien, mais tout cela à un prix. Entraînés par Arachné, Annabeth et Percy se retrouvent poussés vers l'Abîme du Tartare.

## Prophétie
Dans le troisième tome de la série, Ella la Harpie termine une prophétie qu'elle avait déjà mentionné dans Le Fils de Neptune :

« La fille de la Sagesse marche seule,

La marque d'Athéna brûle à travers Rome.

Les Jumeaux mouchent le souffle de l'ange qui détient la clé de la mort sans fin.

Le fléau des géants est pâle et d'or, conquis par la douleur d'une prison de tissage. »

Une explication peut être donnée pour chacune des lignes :
1. Annabeth Chase est la fille d'Athéna, déesse de la Sagesse. Elle marche sans pouvoir et sans amis vers la statue.
2. La marque d'Athéna montre le chemin d'Annabeth à travers l'ancienne Rome. Elle représente une chouette.
3. Éphialtès et Otos enferment Nico Di Angelo dans une amphore, empêchant son souffle et sa respiration. Angelo signifie ange en Italien. Il détient la clé de la Mort sans fin car il connaît l'emplacement des portes et sait comment les fermer.
4. Le fléau des géants est l'Athéna Parthénos, en ivoire doré (pâle et d'or), et, avant qu'Annabeth n'ait vaincu Arachné, la statue était emprisonnée dans des toiles d'araignée.

## Points de vue
Contrairement aux deux précédents livres, celui-ci est raconté du point de vue de quatre personnages (et non trois) mais toujours à la 3e personne. Le changement de narrateur s'effectue tous les quatre chapitres (comme dans Le Fils de Neptune). L'histoire est racontée du point de vue d'Annabeth Chase, Léo Valdez, Piper McLean et Percy Jackson.  
| Personnages | Chapitres                                              |
| ----------- | ------------------------------------------------------ |
| Annabeth    | 1, 2, 3, 4, 17, 18, 19, 20, 33, 34, 35, 36, 49, 50, 51 |
| Léo         | 5, 6, 7, 8, 21, 22, 23, 24, 37, 38, 39, 40, 52         |
| Piper       | 9, 10, 11, 12, 25, 26, 27, 28, 41, 42, 43, 44          |
| Percy       | 13, 14, 15, 16, 29, 30, 31, 32, 45, 46, 47, 48         |

## Personnages

### Personnages principaux
- Annabeth Chase : fille d'Athéna, Déesse de la Guerre, de la Sagesse, et des Armes, protectrice des Artisans, des Artistes.
- Percy Jackson : fils de Poséidon, Dieu de la Mer, des Océans et des séismes, protecteur des navigateurs.
- Léo Valdez : fils d'Héphaïstos, Dieu du Feu, des Forges, des Métaux et des Volcans, protecteur des forgerons.
- Piper McLean : fille d'Aphrodite, Déesse de l'Amour, de la Beauté, et de la séduction.
- Jason Grace : fils de Jupiter, Dieu du Ciel et de la Foudre, Souverain des 12 Dieux de l'Olympe.
- Hazel Levesque : fille de Pluton, dieu des Enfers, du Styx et des richesses souterraines.
- Nico di Angelo : fils d'Hadès dieu des Enfers, du Styx.
- Frank Zhang : fils de Mars, Dieu de la Guerre, de la Violence, et de la Destruction.
- Gleeson Hedge : Satyre qui accompagne le groupe.

### Personnages secondaires
- Reyna Avila Ramirez-Arellano : Prêteur au Camp Jupiter, fille de Bellone.
- Octave : Augure du Camp Jupiter, descendant d'Apollon.
- Terminus : Dieu Romain des Frontières et des Jalons.
- Némésis : Déesse de la Vengeance, de la Justice et de l'Équilibre.
- Hercule : (ou Heraclès en grec) dieu mineur, gardien des portes de l'Olympe, fils de Zeus.
- Bacchus : dieu du vin, des débordements et de la nature, forme romaine de Dionysos.
- Arachné : femme de la mythologie transformée en araignée par Athéna qui attend sa revanche et s'en prend aux enfants d'Athéna.
- Vénus : déesse de l'amour, forme romaine d'Aphrodite.
- Otos : géant, frère jumeau d'Ephialtès. Il est né pour vaincre Dionysos (Bacchus). Il retient Nico Di Angelo prisonnier avec son frère.
- Éphialtès : géant, frère jumeau d'Otos. Il est né pour vaincre Dionysos (Bacchus). Il retient Nico Di Angelo prisonnier avec son frère.
- Phorcys : dieu et père des monstres marins.
- Kéto : déesse et mère des monstres marins.
- Bythos : guerrier marin.
- Aphros : guerrier marin.

## Anecdotes
Le livre voit la réapparition des personnages de Jason Grace, Piper McLean, Léo Valdez, Annabeth Chase et Gleeson Hedge. 
Il s'agit du premier livre de la série où l'action se déroule hors de l'Amérique du Nord. 
C'est le premier livre de la série à être raconté du point de vue de quatre personnages (au lieu de trois).
C'est le premier livre où les sept demi-dieux de la Prophétie sont tous réunis.